# Лусарат
Лусарат (арм. Լուսառատ) — село в Араратской области Армении. Основано в 1831 году.

## География
Село расположено в юго-западной части марза, на левом берегу реки Аракс, при автодороге , на расстоянии 10 километров к юго-востоку от города Арташат, административного центра области. Абсолютная высота — 815 метров над уровнем моря.
Климат
Климат характеризуется как семиаридный (BSk в классификации климатов Кёппена). Среднегодовая температура воздуха составляет 12,8 °C. Средняя температура самого холодного месяца (января) составляет −2,7 °С, самого жаркого месяца (июля) — 26,7 °С. Расчётная многолетняя норма атмосферных осадков — 263 мм. Наибольшее количество осадков выпадает в мае (45 мм).

## Население
По данным «Сборника сведений о Кавказе» за 1880 год в селе Шихляр Эриванского уезда по сведениям 1873 года было 79 дворов и проживало 649 азербайджанцев (указаны как «татары»), которые были шиитами. Также в селе был расположен мусульманский молитвенный дом.
По данным Кавказского календаря на 1912 год, в селе Шихляр Эриванского уезда проживало 812 человек, в основном азербайджанцев, указанных как «татары».
| Год переписи | Население          | Население          | Население          | Население            | Население            | Население            |
| Год переписи | Наличное население | Наличное население | Наличное население | Постоянное население | Постоянное население | Постоянное население |
| Год переписи | Всего              | Мужчины            | Женщины            | Всего                | Мужчины              | Женщины              |
| ------------ | ------------------ | ------------------ | ------------------ | -------------------- | -------------------- | -------------------- |
| 2001         | 2211               | 1109               | 1102               | 2349                 | 1199                 | 1150                 |
| 2011         | 2412               | 1190               | 1222               | 2699                 | 1351                 | 1348                 |

| Год  | Численность | Численность |
| ---- | ----------- | ----------- |
| 1831 | 246         | [ 11 ]      |
| 1873 | 649         | [ 11 ]      |
| 1897 | 720         | [ 11 ]      |
| 1926 | 173         | [ 11 ]      |
| 1939 | 336         | [ 11 ]      |
| 1970 | 1752        | [ 11 ]      |
| 1979 | 1853        | [ 11 ]      |
| 1989 | 2308        | [ 12 ]      |
| 2001 | 2349        | [ 11 ]      |
| 2011 | 2699        | [ 13 ]      |